# Ignacio de la Cerda
Ignacio de la Cerda y Avendaño, a volte italianizzato come Ignazio della Zerda, (Santiago del Cile, 1622 – Rieti, 29 settembre 1702) è stato un vescovo cattolico spagnolo.

## Biografia
Nato a Santiago del Cile nel 1622 da Cristóbal de la Cerda y Sotomayor, ex governatore reale del Cile, e da Sebastiana de Avendaño y Villela, fu battezzato nella cattedrale di San Giacomo il 22 agosto di quell'anno. Facente parte dell'ordine di Sant'Agostino, fu ordinato sacerdote a Lima il 30 novembre 1645. Nel 1678 andò a Roma come assistente generale per le province spagnole e nel 1681 fu proposto da Carlo II di Spagna come vescovo dell'Aquila; papa Innocenzo XI lo nominò quindi in tale incarico l'11 gennaio 1683. 
Durante il suo episcopato fece costruire l'imponente palazzo Arcivescovile, ai lati del duomo cittadino, che inglobò per intero l'oratorio di Santa Maria della Pietà. Nel luglio del 1700 fu costretto da un ordine del viceré di Napoli Luis Francisco de la Cerda y Aragón ad abbandonare il regno, per aver interferito in un procedimento giudiziario; morì quindi a Rieti nel 1702 e il suo corpo fu riportato all'Aquila, con un solenne corteo, solamente il 5 maggio 1719, sotto l'episcopato di Domenico Taglialatela.